# Lords of Chaos
Lords of Chaos es una película de 2018 dirigida por Jonas Åkerlund y escrita por Dennis Magnusson y Åkerlund. Adaptada del libro de 1998 Lords of Chaos: The Bloody Rise of the Satanic Metal Underground, la cinta relata eventos ocurridos en el marco de la escena del black metal noruego de comienzos de la década de 1990, contados desde la perspectiva de Euronymous, cofundador de la banda Mayhem. La película está protagonizada por Rory Culkin como Euronymous, Emory Cohen como Varg Vikernes, Jack Kilmer como Dead y Sky Ferreira como Ann-Marit.
Lords of Chaos fue estrenada en el Festival de Cine de Sundance en 2018 y a nivel internacional en 2019. Ha recibido reseñas mixtas, siendo la crítica más común su supuesta falta de exactitud.

## Sinopsis
En la década de 1980, un joven guitarrista apodado Euronymous forma una banda de black metal llamada Mayhem, la primera del género en su país, Noruega. Tras algunas salidas de músicos, la banda contrata a un cantante sueco que se hace llamar "Dead", el cual exhibe un comportamiento autodestructivo. A partir de entonces inicia la historia de una de las bandas de metal más polémicas de la historia.

## Reparto
- Rory Culkin es Euronymous.
- Emory Cohen es Varg Vikernes.
- Anthony De La Torre es Hellhammer.
- Sky Ferreira es Ann-Marit.
- Jack Kilmer es Dead.
- Valter Skarsgård es Bård Faust.
- Sam Coleman es Metalion.
- Jonathan Barnwell es Necrobutcher.
- Wilson Gonzalez Ochsenknecht es Blackthorn.
- Lucian Charles Collier es Occultus.
- Anette Martinsen es el reportero noruego.
- Andrew Lavelle es Fenriz.
- James Edwin es Manheim.
- Arion Csihar es Attila Csihar.
- Jason Arnopp es él mismo.

## Producción
Lords of Chaos se basa en el libro del mismo nombre de 1998. Originalmente, el director japonés Sion Sono estaba destinado a dirigir una película basada en el libro, con Jackson Rathbone en el papel de Varg Vikernes. El guion fue escrito por Hans Fjellestad, Ryan Page, Adam Parfrey y Sono. En julio de 2009, Sono declaró que el rodaje (en Noruega) comenzaría en agosto o septiembre y terminaría en diciembre. La película se estrenaría en 2010. Más tarde se anunció que Rathbone no aparecería en la película debido a conflictos de programación.
En mayo de 2015 se anunció que el baterista y director de cine Jonas Åkerlund dirigiría la película, cuyo rodaje comenzó en 2016 en Oslo, Noruega, con escenas de actuaciones en directo rodadas en Budapest, Hungría. El rodaje de las secuencias en directo también incluyó la filmación del vídeo musical de Metallica "ManUNkind", protagonizado por el elenco de la película.

## Precisión histórica
En una entrevista para Dazed Digital, se informó que Åkerlund realizó una investigación exhaustiva, logrando acceso a informes policiales clave, así como a fotos detalladas de la tienda de discos de Euronymous, Helvete, y de la casa en la que la banda se reunía. Åkerlund incluso usó lugares reales para tomas exteriores de, entre otros, el piso de Euronymous y una iglesia reconstruida que Vikernes quemó en Holmenkollen.
Rory Culkin dijo que se preparó para su papel consultando a varios conocidos de Euronymous: "Casi siempre lo comparan con una criatura mitológica: alguien dijo que era como un gnomo y otro que era como un elfo malvado. Porque era un tipo pequeño pero confiado en sí mismo y tenía este clan a su alrededor".
En una escena de la película, Dead declara anacrónicamente: "Somos los señores del caos". El título proviene en realidad del grupo criminal estadounidense cuyo nombre fue adoptado para el libro Lords of Chaos. El alcance del libro no se centró únicamente en la escena del black metal noruego.

## Recepción
La película vio su estreno en el Festival de Cine de Sundance el 23 de enero de 2018 en Park City, Utah. En octubre de 2018, Arrow Films se aseguró sus derechos de distribución en el Reino Unido. Fue estrenada en los Estados Unidos el 8 de febrero de 2019 y el 29 de marzo del mismo año en el Reino Unido.
En una entrevista, el cantante Attila Csihar reconoció que los miembros de la banda Mayhem desaprobaron la película. Vikernes se refirió a la cinta como una "basura irreal", objetando su veracidad y criticando que su personaje haya sido interpretado por un actor judío.
En el sitio de internet Rotten Tomatoes, Lords of Chaos cuenta con un índice de audiencia aprobatorio del 71%, basado en 55 reseñas, con un índice de audiencia promedio de 6.42 sobre 10. Su consenso indica: "la película presenta una convincente dramatización de una escena musical de la vida real cuya estética agresivamente nihilista se desbordó en actos de violencia". En Metacritic, la película tiene una puntuación de 47 sobre 100, basada en 15 críticas, indicando "reseñas mixtas".